# Road Rash
Road Rash is een reeks videospellen van Electronic Arts waarin de speler illegale straatraces met een motor moet rijden. Er zijn van 1991 tot en met 1999 zes verschillende delen van Road Rash verschenen.

## Spelbeschrijving
In het spel start de speler op een motorfiets samen met een groep andere deelnemers. De race vindt plaats op een lange rechte weg met verkeer. Het spel is eenvoudig gemaakt, zo is de horizon altijd gelijk tijdens de race en zitten er slechts wat flauwe bochten in de parcours.
Road Rash is vooral bekend geworden door het gebeuren om de race heen. Zo is het mogelijk om tijdens het rijden tegenstanders onderuit te laten gaan door ze met de vuist in het gezicht te slaan of door ze een schop te geven waardoor ze vallen. De tegenstander kan dit ook bij de speler doen. Als de speler of een van de tegenstanders valt, loopt deze zo snel mogelijk weer naar zijn voertuig om de race te hervatten. Valt de persoon meerdere malen, dan wordt via een meter aangegeven wanneer de speler helemaal is uitgeschakeld. Ook is het mogelijk om wapens af te pakken van een tegenstander en die zelf te gebruiken. Dit kan bijvoorbeeld een ketting, wapenstok, nunchaku of koevoet zijn.
Een andere mogelijkheid om uitgeschakeld te worden is aangehouden worden door de politie die eveneens op motoren rijdt. Naderende politiemotoren zijn vanaf grote afstand hoorbaar. Een politieagent zal de speler net zo lang met een wapenstok slaan tot deze valt of gewoon aanhouden wanneer de speler stilstaat.
Daarnaast bevinden zich nog talloze obstakels op en langs de weg zoals auto's, voetgangers, wegopbrekingen of rommel op de weg. Een frontale botsing met een auto resulteert in een valpartij. Als de speler een voetganger raakt zal deze op de grond vallen en niet meer opstaan. Veel voetgangers steken tijdens de race de weg over, waardoor ze moeilijk te ontwijken zijn. Ook bevinden zich dieren langs de weg, die de deelnemer onderuit kunnen halen bij een aanrijding.

## Publicaties
| Titel                | Jaar | Bit | Platform                                                                                  |
| -------------------- | ---- | --- | ----------------------------------------------------------------------------------------- |
| Road Rash            | 1991 | 16  | Amiga, Atari ST, Game Boy, Game Boy Color, Game Gear, Sega Mega Drive, Sega Master System |
| Road Rash 2          | 1992 | 16  | Mega Drive                                                                                |
| Road Rash            | 1994 | 32  | 3DO, PlayStation, Sega Saturn, Windows, Sega Mega-CD                                      |
| Road Rash 3          | 1995 | 16  | Mega Drive                                                                                |
| Road Rash 3D         | 1998 | 32  | PlayStation                                                                               |
| Road Rash 64         | 1999 | ?   | Nintendo 64                                                                               |
| Road Rash: Jailbreak | 2000 | 32  | PlayStation                                                                               |
| Road Rash: Jailbreak | 2003 | 32  | Game Boy Advance                                                                          |